# Нафта щільних колекторів
Tight oil (нафта низькопроникних колекторів; нафта (високо)щільних колекторів. Також shale oil, light tight oil, LTO) — вуглеводневі ресурси, що складаються з легкої нафти, що знаходиться в колекторах з низькою проникністю (щільних), таких так сланці, щільні пісковики, вапняки.

## Загальний опис
Економічно виправданий видобуток подібних вуглеводнів часто вимагає застосування багатостадійного гідророзриву пласта і точного похило-спрямованого буріння з протяжними горизонтальними ділянками. Слід відзначити, що видобування сланцевої нафти (нафти щільних колекторів) стало комерційно вигідним завдяки технологіям горизонтального буріння і гідравлічного розриву пласта (англ. fracking). При цьому свердловина пробурюється вертикально вниз до глибини залягання пласта сланцю і повертає горизонтально або під нахилом, залежно від розташування геологічних порід. На сьогодні найбільш поширена технологія багатостовбурного горизонтального буріння, при якій одна вертикальна свердловина розгалужується на декілька (до 30) горизонтальних свердловин. Цей метод буріння в багато разів збільшує площу зіткнення сланцевої породи із свердловиною, проте в силу низької проникності породи не дозволяє зібрати достатню кількість нафти. Для забезпечення припливу нафти до свердловини в породі створюється мережа тріщин за допомогою гідророзриву пласта. На даний час поширене застосування багатоступінчастого гідророзриву пласта.
Слід відрізняти tight oil від oil shale — нафтових сланців (горючих сланців), багатих керогеном (тверді вуглеводн), і від shale oil — сланцевої нафти (термінологія МЕА), отриманої з горючих сланців.
Міжнародне енергетичне агентство рекомендує застосовувати термін «light tight oil» для легкої нафти, видобутої з сланцевих пластів або з інших низькопроникних колекторів і формацій. Звіт «World Energy Resources 2013» організації World Energy Council використовує термін «tight oil».
У США і Канаді, в тому числі міністерством енергетики США, для позначення легкої нафти низькопроникних колекторів часто застосовується термін Сланцева нафта (англ. Shale oil).

### Особливості сланцевої нафти
За складом сланцева нафта не відрізняється від традиційної. Відмінність полягає у властивостях осадових порід, в яких вона залягає. Сланцева нафта міститься в порах чи лакунах пластів, які характеризуються низькою проникністю, тому нафта не може вільно пересуватися всередині пласта. Внаслідок цього приплив нафти до звичайної свердловини буде практично відсутній. Крім того, продуктивні пласти щільних низькопроникних колекторів мають товщину від 10 до 100 м, залягають на глибині від 1 тис. до 5 тис. м і можуть розташовуватися як горизонтально, так і похило. Оскільки сланцева нафта видобувається із порід, дрібні порожнини яких заповнені нафтою і локалізовані (ізольовані) породою, то для вилучення нафти необхідно в породі зробити систему чисельних тріщин з можливістю руху нафти. Технологія видобутку сланцевої нафти подібна до технології видобування сланцевого газу. Однак при видобутку сланцевої нафти горизонтальну ділянку експлуатаційної свердловини розташовують дещо глибше — нижче рівня, де залягають важкий конденсат і нафта. Для утворення зони тріщинуватості навколо видобувної свердловини і забезпечення руху нафти в привибійну зону свердловини, на її горизонтальній ділянці проводять гідророзриви продуктивного сланцевого пласта.

## Запаси і видобуток
За даними EIA і ОПЕК світові запаси сланцевої нафти (щільних порід) становлять 300 млрд барелів. Для порівняння — загальносвітові запаси традиційної нафти оцінюють в 1390 млрд барелів. У США до 2013 р. виявлено близько 20 формацій сланцевої нафти. Основні її запаси зосереджені на півдні Техасу (Ігл Форд), в районі Скелястих гір, на західному узбережжі, а також на північному сході США. Великі запаси цієї нафти знаходяться у східній частині Канади, а в Латинській Америці — у Мексиці (утворення Чіконтепес) та в Аргентині (нафтове поле Вака Муерта). Розвідані перспективні родовища сланцевої нафти на Близькому Сході: в Сирії (R'Mah), в північній частині Перської затоки (утворення Саргелу), в Омані (утворення Атели), а також в Росії (формації Західного Сибіру) та в Австралії (басейн Аркарінга). Перспективні родовища є також у Північно-Східній Україні, що відкриває гарні перспективи для розвитку вітчизняного видобування сланцевої нафти.
З 2005-2010-х років США і, меншою мірою, Канада активно нарощували видобуток такої нафти в ході так званої сланцевої революції. У 2011 році її виробництво цими країнами досягло 1 мільйона барелів на день, в 2012 — 2 мільйонів, в 2013 — 3 мільйонів, а на початку 2014 перевищило 3.5 мільйона барелів на день, склавши приблизно 4,3 % від світового видобутку всіх типів нафти.